# Nomosphecia limbata
Nomosphecia limbata là một loài tò vò trong họ Ichneumonidae.